# Колн
Колн (фр. Caulnes) је насељено место у Француској у региону Бретања, у департману Приморје.
По подацима из 2011. године у општини је живело 2417 становника, а густина насељености је износила 77,07 становника/km².

## Демографија
| 1962. | 1968. | 1975. | 1982. | 1990. | 2011. |
| ----- | ----- | ----- | ----- | ----- | ----- |
| 1.822 | 1.828 | 1.990 | 1.942 | 1.992 | 2.417 |